# Отаи

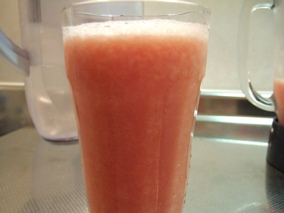
Отаи

Отаи (тонг. Otai) — освежающий фруктовый напиток, происхождением с Тонга. Он представляет собой смесь воды, кокосового молока и любой разновидности протёртых тропических фруктов, таких как кокос, арбуз, манго и ананас, хотя чаще всего это дыни, которые в изобилии растут на Тонга. Иногда добавляют немного сахара, хотя напиток достаточно сладкий и без него.
Очень популярная разновидность — смесь кокосового молока, арбуза и манго. Очень важна текстура фруктов в напитке: манго и арбуз не следует пропускать через блендер. Мякоть арбуза нужно аккуратно соскабливать ложкой, а для манго лучший способ добиться нужной текстуры — использовать тёрку для сыра с большими отверстиями.